# Macedón labdarúgó-szövetség
A macedón labdarúgó-szövetség (Macedónul: Фудбалска Федерација на Македонија, magyar átírásban: Fudbalska Federacija na Makedonija). Észak-Macedónia nemzeti labdarúgó-szövetsége. 1949-ben alapították. A szövetség szervezi a macedón labdarúgó-bajnokságot, valamint a macedón kupát. Működteti a macedón labdarúgó-válogatottat, valamint a macedón női labdarúgó-válogatottat. Székhelye Szkopjeban található.

## Történelme
A Macedón Labdarúgó-szövetséget 1949-ben alapították. 1994-ben a FIFA és az UEFA tagjai lettek.

## Külső hivatkozások
- A szövetség hivatalos honlapja